# Ctenitis abyssi
Ctenitis abyssi là một loài dương xỉ trong họ Dryopteridaceae. Loài này được Salino & P.O.Morais mô tả khoa học đầu tiên năm 2003.
Danh pháp khoa học của loài này chưa được làm sáng tỏ. 